# Sparkle in the Rain
Albums de Simple Minds
New Gold Dream (81,82,83,84)
(1982) Once Upon a Time
(1985)
Singles
1. Waterfront
Sortie : 4 novembre 1983
2. Speed Your Love to Me
Sortie : 9 janvier 1984
3. Up on the Catwalk
Sortie : 12 mars 1984

Sparkle in the Rain est le septième album studio des Simple Minds, publié en 1984. 
Il marque le début d'une succession d'albums atteignant la 1e place du palmarès britannique (de 1984 à 1992) et connait un vrai succès international (classé au Top 20 en Europe, au Canada, en Australie, en Nouvelle-Zélande - où il atteint même le n°1, etc.). La réalisation de Steve Lillywhite se fait entendre et est plus "musclée" et énergique qu'auparavant.

## Liste des titres
| 1.    | Up on the Catwalk        | 4:45 |
| 2.    | Book of Brilliant Things | 4:21 |
| 3.    | Speed Your Love to Me    | 4:24 |
| 4.    | Waterfront               | 4:49 |
| 5.    | East at Easter           | 3:32 |
| 6.    | Street Hassle            | 5:14 |
| 7.    | White Hot Day            | 4:32 |
| 8.    | C' Moon Cry like a Baby  | 4:19 |
| 9.    | The Kick Inside of Me    | 4:48 |
| 10.   | Shake Off the Ghost      | 3:57 |
| 44:41 |                          |      |

## Simples extraits
- Waterfront
- Speed Your Love to Me
- Up on the Catwalk

## Titre extrait de cette session d'enregistrement mais non inclus dans l'album
- A Brass Band in Africa : face B du simple Don't You (Forget About Me)

## Membres
- Jim Kerr - Voix
- Charlie Burchill - Guitares
- Michael MacNeil - Claviers, piano, accordéon
- Derek Forbes - Basse
- Mel Gaynor - Batterie